# Q1
28°00′22″S 153°25′46″Ø / 28.00611°S 153.42944°Ø
Q1 er en skyskraber i Surfers Paradise, Australien. Q1 bruges til lejligheder og er med sine 322 meter et af verdens højeste lejlighedskomplekser. Den har 80 etager. Q1 er ligeledes den højeste bygning i Australien.